# Уядыбаш
Уядыбаш (баш. Уяҙыбаш) — деревня в Татышлинском районе Республики Башкортостан Российской Федерации. Входит в состав Верхнетатышлинского сельсовета. 

## География

### Географическое положение
Расстояние до:
- районного центра (Верхние Татышлы): 5 км,
- центра сельсовета (Верхние Татышлы): 5 км,
- ближайшей ж/д станции (Куеда): 30 км.

## Население
| 2002 | 2009 | 2010 |
| ---- | ---- | ---- |
| 44   | ↘26  | →26  |

Национальный состав
Согласно переписи 2002 года, преобладающая национальность — башкиры (79 %).